# Нивы (Брестская область)
Нивы (бел. Нівы) — деревня в Берёзовском районе Брестской области Белоруссии. Входит в состав Песковского сельсовета.

## География
Деревня находится в центральной части Брестской области, к северо-востоку от озера Белого, при автодороге Н-105, на расстоянии приблизительно 12 километров (по прямой) к юго-востоку от города Берёза, административного центра района.

## История
По состоянию на 1905 год, в Нивах проживало 583 человека. В административном отношении деревня входила в состав Песковской волости Слонимского уезда Гродненской губернии.
Согласно Рижскому мирному договору (1921), деревня вошла в состав межвоенной Польши. Входила в состав гмины Пески Косовского повета Полесского воеводства Польши. В 1921 году числилось 659 жителей, проживавших в 132 домах. В этническом составе населения того периода поляки составляли 100 %. В конфессиональном составе населения преобладали православные христиане (96 %).
С 1939 года в БССР, с 1940 года деревня в составе Ольшевского сельсовета.

## Население
По данным переписи 2019 года, в деревне проживало 542 человека.
| Год  | Население, человек |
| ---- | ------------------ |
| 1905 | 583                |
| 1921 | ↗ 659              |
| 2009 | ↘ 581              |
| 2019 | ↘ 542              |